# Nordborg Slot
Nordborg Slot er et lille slot i Nordborg på Als, beliggende på sydsiden af Nordborg Sø. Slottet blev ifølge Saxo grundlagt af Svend Grathe under navnet Alsborg. Det kan således dateres til omkring 1150. Alsborg blev bygget mens Venderne endnu hærgede de danske kyster, og placeringen nogle kilometer inde i land betød at borgen ikke kunne overfaldes uden varsel, og lokalbefolkningen fik bedre muligheder for at søge tilflugt i borgen. De første skriftlige vidnesbyrd om Alsborg er fra slutningen af det 12. århundrede. Man ved således at biskop Valdemar af Slesvig blev holdt fanget på Alsborg i 1192-97. Da senere Sønderborg blev bygget, skiftede borgen navn til Nordborg.

## Historie
Nordborg var i en stor del af middelalderen kongens besiddelse, og har i flere omgange været en del af indtægtsgrundlaget for kongelige enker.
I 1571 arvede Frederik 2.'s bror Hans den Yngre sin mor Dronning Dorotheas besiddelser på Als og Sundeved – herunder Nordborg. Han var en driftig mand, som i de følgende 50 år til stadighed udvidede og forbedrede sine besiddelser. Det gav bl.a. anledning til en række byggeprojekter på og omkring Nordborg Slot.
Da hertug Hans den Yngre døde i 1622, blev hans besiddelser delt op i en række små hertugdømmer, herunder hertugdømmet Nordborg, som gik til sønnen Johan Adolf. Han døde imidlertid allerede to år efter, og hertugdømmet gik så videre til den yngre søn Frederik.

### Besættelser og brande
Nordborg blev besat flere gange under svenskekrigene først af svenskere, siden af brandenburgske og polske tropper, og til sidst af svenske tropper igen indtil fredsslutningen i 1660.
I 1665 udbrød der brand på slottet, og det nedbrændte. Hertugen, Hans Bugislav, gik fallit, og fik frataget sit len, som gik videre til Hans Bugislavs fætter August af Plön. I 1678 begyndte genopbygningen af slottet, og det er dette årstal, man kan se i det hertugelige våbenskjold over hovedindgangen.
I 1730 kom Nordborg igen under kronen. Der var et jordtilliggende til Nordborg på ca. 400 hektar, men i de efterfølgende årtier blev meget af jorden udstykket til bøndergårde, og i 1766 blev slottet solgt til privateje, og dele af bygningerne nedbrudt og solgt som byggematerialer.

### Højskole og efterskole
I 1909 blev slottet købt af Nordborg by. Det var den tysksindede borgmester Klinkers drøm at bygge en højskole, som skulle være en modvægt mod de danske højskoler nord for grænsen.
Slottet blev herefter genopbygget efter tegninger af arkitekt Eugen Fink, og i 1910 blev slottet udlejet til den tyske højskoleforening i Nordslesvig.
Efter Genforeningen i 1920, blev slottet købt af grosserer Johan Hansen. Han oprettede Stiftelsen Nordborg Slot, som siden 1922 har drevet dansk efterskole på stedet.
Under 2. verdenskrig blev slottet overtaget af tyske soldater, der lavede slottet om til en tysk flådetræningsbase for specialtropper.
Nordborg Slot har i en årrække været rammen om Nord-Als Musikfestival.

## Ejere af Nordborg Slot
- (ca. 1150-1490) Skiftevis Kronen og de sønderjyske hertuger
- (1490-1564) Kronen
- (1564-1622) Hertug Hans den Yngre af Sønderborg
- (1622-1624) Hertug Hans Adolf af Nordborg
- (1624-1658) Hertug Frederik af Nordborg
- (1658-1669) Hertug Hans Bugislav af Nordborg
- (1669-ca. 1672) Kronen
- (ca. 1672-1676) Hertug Johan Adolf af Plön
- (1676-1699) Hertug August af Nordborg-Plön
- (1699-1722) Hertug Joachim Frederik
- (1722-1729) Arvingerne til Hertug Joachim Frederik
- (1729-1766) Kronen
- (1766-?) Hans Bugislav Carstens
- (?-1830) Forskellige ejere
- (1830-?) Momme Steffens
- (?-1909) Ukendte ejere
- (1909-1921) Nordborg By
- (1921) Johan Hansen
- (1921-) Stiftelsen Nordborg Slot